# Phacelia exilis
Phacelia exilis là loài thực vật có hoa trong họ Mồ hôi. Loài này được G. J. Lee miêu tả khoa học đầu tiên năm 1988.